# جاكوب دالتون
جاكوب دالتون (بالإنجليزية: Jacob Dalton)‏ هو لاعب جمباز فني أمريكي، ولد في 19 أغسطس 1991 في رينو في الولايات المتحدة.

## وصلات خارجية
- جاكوب دالتون على موقع الاتحاد الدولي للجمباز (licence) (الإنجليزية)
- جاكوب دالتون على موقع الاتحاد الدولي للجمباز (biography) (الإنجليزية)
- جاكوب دالتون على موقع الاتحاد الأمريكي للجمباز (الإنجليزية)
- جاكوب دالتون على موقع اللجنة الأولمبية الدولية (الإنجليزية)
- جاكوب دالتون على موقع أوليمبيديا (الإنجليزية)
- جاكوب دالتون على موقع اللجنة الأولمبية والبارالمبية الأمريكية (الإنجليزية)